# Gaucho

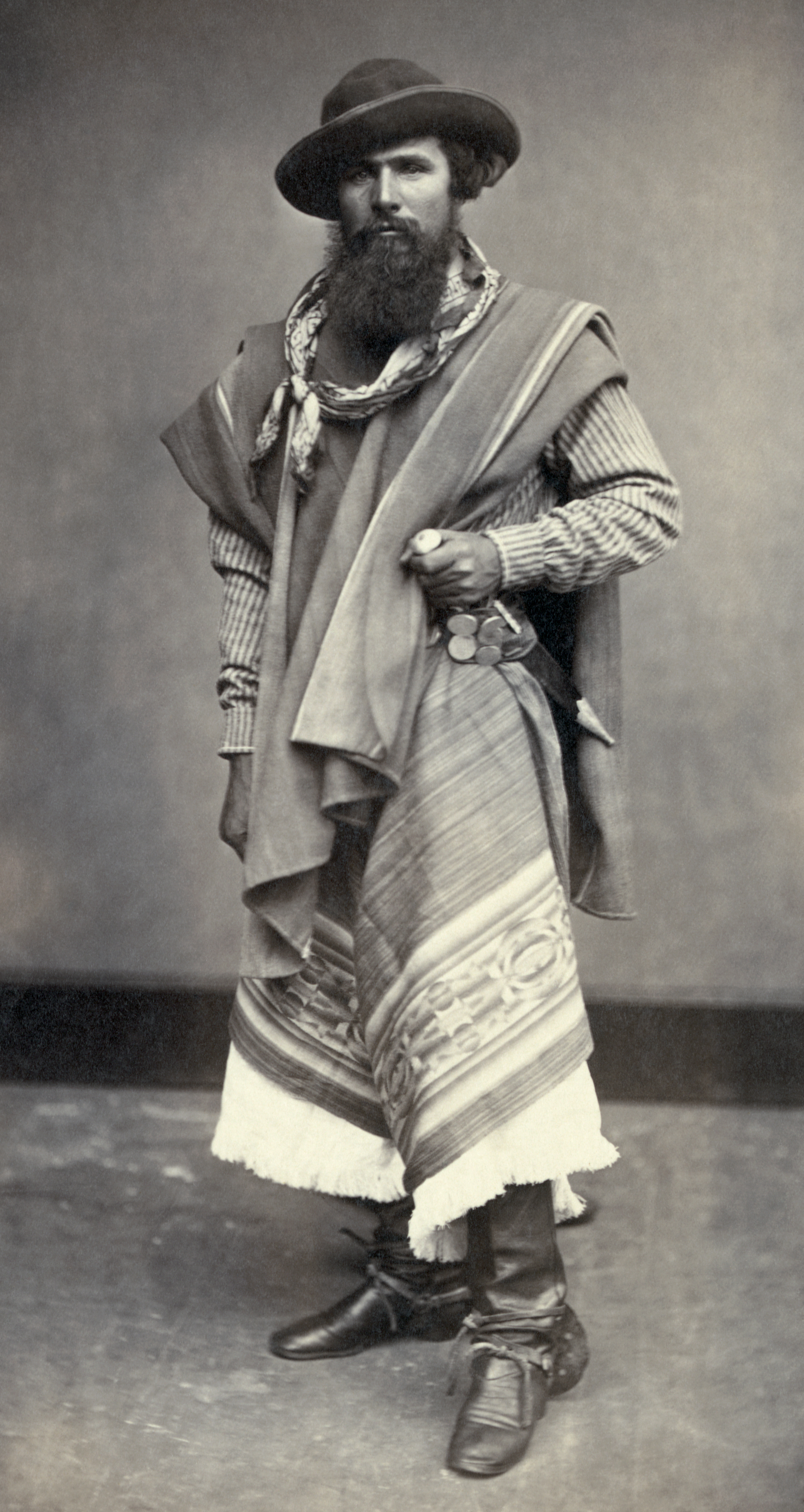
Gaucho aus Argentinien, 1868

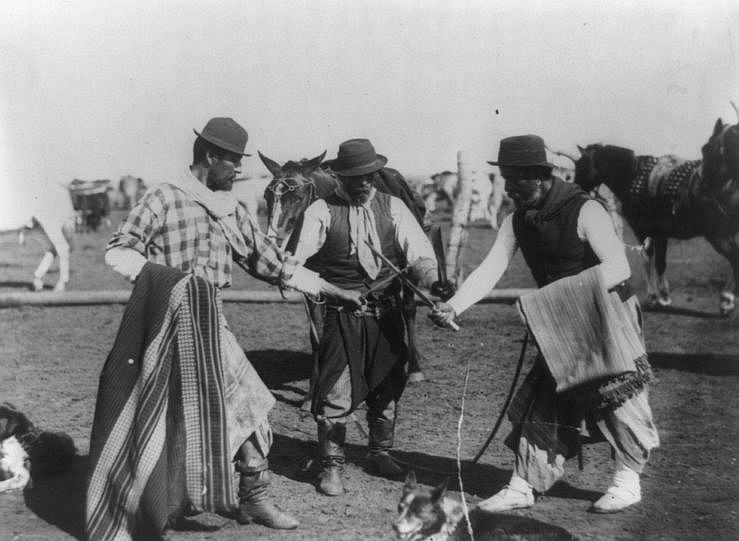
Gauchos, Aufnahme zw. 1890 und 1923 veröffentlicht

Gaucho (spanisch gaucho [ˈɡau.t͡ʃo], portugiesisch gaúcho [ɡaˈu.ʃu]) nennt man in Argentinien,  Bolivien, Brasilien, Paraguay und Uruguay vorwiegend Nachkommen iberischer Einwanderer und Indigenas, die ihren Lebensunterhalt als Arbeiter in der pastoralen Viehhaltung verdienen. Eines der wichtigsten wirtschaftlichen Erzeugnisse der Gauchos war Rindsleder und später Trockenfleisch. Für die Kultur der Gauchos ist insbesondere die Pampasregion, das argentinische Patagonien und der Gran Chaco im zentralen Südamerika bekannt. In Brasilien wird die Bezeichnung Gaúcho auch generell für die Bewohner des Bundesstaats Rio Grande do Sul im Süden des Landes verwendet.
Ihre Blütezeit hatten die Gauchos im 19. Jahrhundert. Die Folklore hat sie romantisch verklärt, vergleichbar mit den nordamerikanischen Cowboys. Vor allem in Argentinien und Uruguay haben sie tragende Bedeutung für das Nationalgefühl.

## Etymologie
Die Etymologie der Bezeichnung ist nicht endgültig geklärt. In Brasilien hat man es mit einem noch heute üblichen Wort gaudério (ländlicher Wegelagerer, Bandit, Landstreicher) in Zusammenhang gebracht. Daneben wird es auf eine Form guacho zurückgeführt, die von dem Quechua-Wort wakcha („arm“, „verwaist“) abstammen soll – ein Wort, das auch für junge Tiere verwendet wird, die von der Mutter verlassen wurden; hieraus könnte auch das in Chile gebräuchliche Wort guaso (Landmann) entstanden sein. Schließlich hält man auch eine Vermischung der araukanischen Wörter gachu (Freund, Gefährte, Kamerad) und kauchu (listiger Mensch) für möglich. Die spanischen Kolonisatoren bezeichneten Vagabunden als gauchos und Waisen als guachos. Einer anderen Hypothese zufolge begannen Nachfahren der Spanier (Criollos und Mestizen) das spanische Wort chaucho – abgeleitet von arabisch chaouch, „Tiertreiber“ – als „gaucho“ auszusprechen.

## Gauchos in Argentinien

### Mythos und Charakterisierung

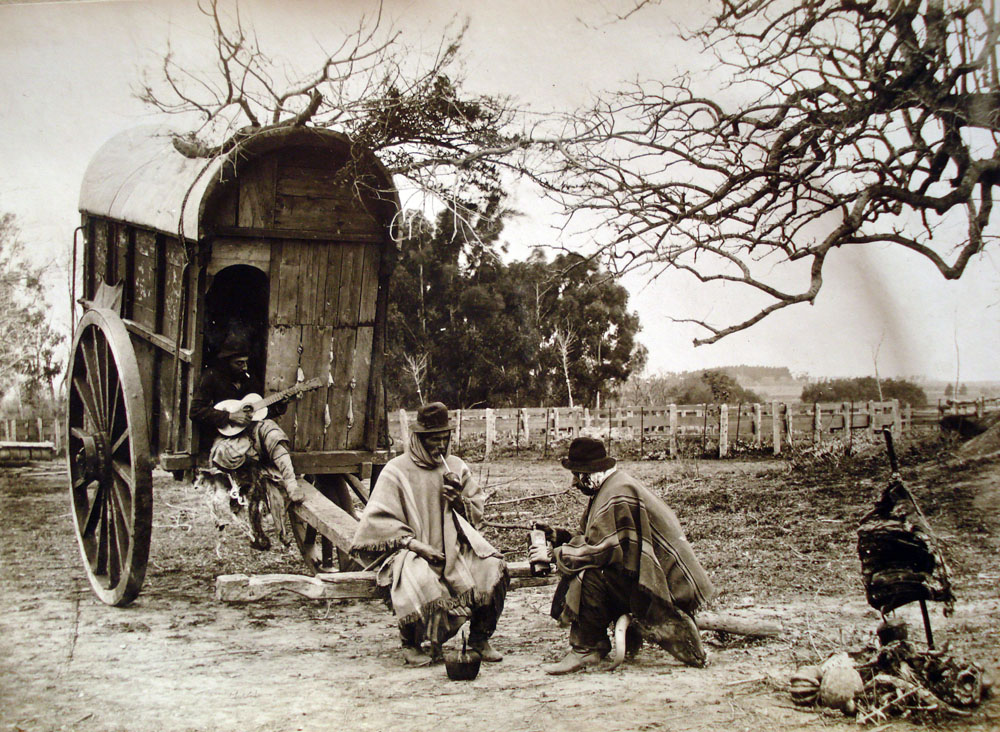
Gauchos trinken Mate, einer spielt Gitarre auf der Pampa.

Der Gaucho hat seinen Ursprung in der Konfrontation zweier Kulturen, die Argentinien bis heute prägen: der europäischen Kultur und der Kultur der ursprünglichen Einwohner des Landes. Die ersten Gauchos waren vielleicht Menschen, die sich von den Fesseln ihrer Herkunft befreiten und in die Einsamkeit der großen Grasländer auswanderten. Hier gab es Wasser und zarte Gräser für das Vieh. Mit der Zeit verfestigte sich das Bild des freien Gauchos, der mit seinem Pferd ein Nomadenleben führt, der im Freien auf seiner Matte schläft, wenn die Nacht ihn auf der weiten Ebene überrascht. Der Gaucho wurde respektiert, er hielt Wort und war auch für seine Solidarität und seine Gunstbezeugung (gauchadas) bekannt. Zu ihrem Ruf als kämpferischem Menschentyp trug auch bei, dass sie die 1700 km lange Grenze zwischen Argentinien und Paraguay verteidigten.
Die Gauchos leben weit zerstreut in der Einsamkeit. Dies führte früher zu einer gesellschaftlichen Verfremdung und einem bescheidenen Lebensstil:

„[...] die Genüsse des Luxus sind durchaus unvereinbar mit dieser Isolierung, dem Vermögen nach könnte man ein prächtiges Gebäude in der Einöde aufführen, allein der Antrieb, das Beispiel fehlen; man ist genügsam und kennt nicht die Sucht mit prahlendem Glanz aufzutreten, wie es im Städteleben vorkommt; die Einsamkeit beruhigt die Gemüter. [...] Was der Gaucho [...] vor allem liebt, ist Freiheit, die individuelle Unabhängigkeit in ihrer absoluten Bedeutung, die Unabhängigkeit, welche wohl für einen Augenblick der Unterwerfung fähig ist, die jedoch nicht säumt, sich gleich wieder in ihre ungezügelte Leidenschaftlichkeit zu erheben. Herr der Einöde, gefällt der Gaucho sich in seinem weiten, sterilen Gebiete. Er bringt darin sein Leben zu, ohne darin eine Niederlassung zu gründen, welche auf eine Gemeinschaft der Interessen basiert ist. Soll man durch Unterricht sie reformiren, indem man ihr gesellschaftliche Begriffe mittheilt? Wo soll man aber eine Schule errichten, daß sie den Kindern erreichbar wäre, die zehn Leguas weit nach allen Richtungen entfernt wohnen? [...] Was von Religion in den Weidelandschaften übrig geblieben, ist auf die Natur-Religion reduciert. [...] Die Einsamkeit ist die Ursache, daß der Gaucho unter solchen Verhältnissen lebt. Er hat nichts, was ihn moralisiert, er lebt aufs Gerathewohl in den Tag hinein. Die Arbeiten des Ackerbaus oder der Industrie gefallen ihm nicht [...] Der Gaucho ist Meister in allen physischen Übungen, welche Kraft und Geschicklichkeit erfordern [...] Am Morgen kaum erwacht, ist sein erster Gedanke, nach seinem Pferde zu sehen, zu satteln, sich auf dessen Rücken zu schwingen, dann das Vieh zusammenzutreiben, so werden ungeheure Strecken im gestreckten Galopp zurückgelegt. [...] Man muss diese Gauchos sehen, um die ungezügelten und kühnen Charaktere zu verstehen, welche aus dem Kampfe des isolirten Menschen mit der wilden Natur [...] hervorgehen; man muß diese von unrasierten Bärten und langen Haaren umgebenen Gesichter gesehen haben, um ihr Selbstvertrauen und Verachtung der Gefahren begreifen zu können“

### Geschichte

#### 16. bis 18. Jahrhundert
Um 1600 herum erschienen im Norden und Nordwesten Argentiniens die gaudérios oder changadores – wahrscheinlich die ersten Gauchos. Gaudérios waren Landarbeiter aus dem brasilianischen Rio Grande do Sul auf Wanderschaft. Das Wort gaudério schaffte den Sprung an den Río de la Plata und diente als Bezeichnung der eigenen Landarbeiter. Nach einer anderen Hypothese stammten Gauchos von spanischen Nachfahren, Mestizen oder Indios ab, aber auch von Nachfahren europäischer Einwanderer, Schwarzen oder Mulatten, die den Lebensstil der Gauchos annahmen.
Das Erscheinen der Gauchos ist eng mit der Geschichte der so genannten Cimarrón-Rinder verbunden. Damals gab es in der Weite der südamerikanischen Steppen tausende verwilderter Rinder und Pferde, die man als cimarrones bezeichnete. Landbesitzer erhielten die Erlaubnis, die wilden Rinder in vaquerías zu fangen und zu schlachten. Dort arbeiteten die Gauchos. Um das wilde Vieh zu suchen, durchforsteten sie die unbewohnte Wildnis. Ihren Lebensunterhalt verdienten sie sich mit kleinen Geschäften mit Leder und Talg – damals fast die einzigen Reichtümer des Landes. Zum Einfangen der Rinder setzten sie eine Stange mit einem halbmondförmig angebrachten Draht ein, außerdem auch boleadoras: drei Steine, die mit einer Schnur zusammengebunden waren und sich in den Beinen des Viehs verfingen. Ihr weiteres Handwerkszeug: das Gaucho-Messer facón, das Lasso und die richtige Methode, das beste Fleisch der Welt zu pökeln.

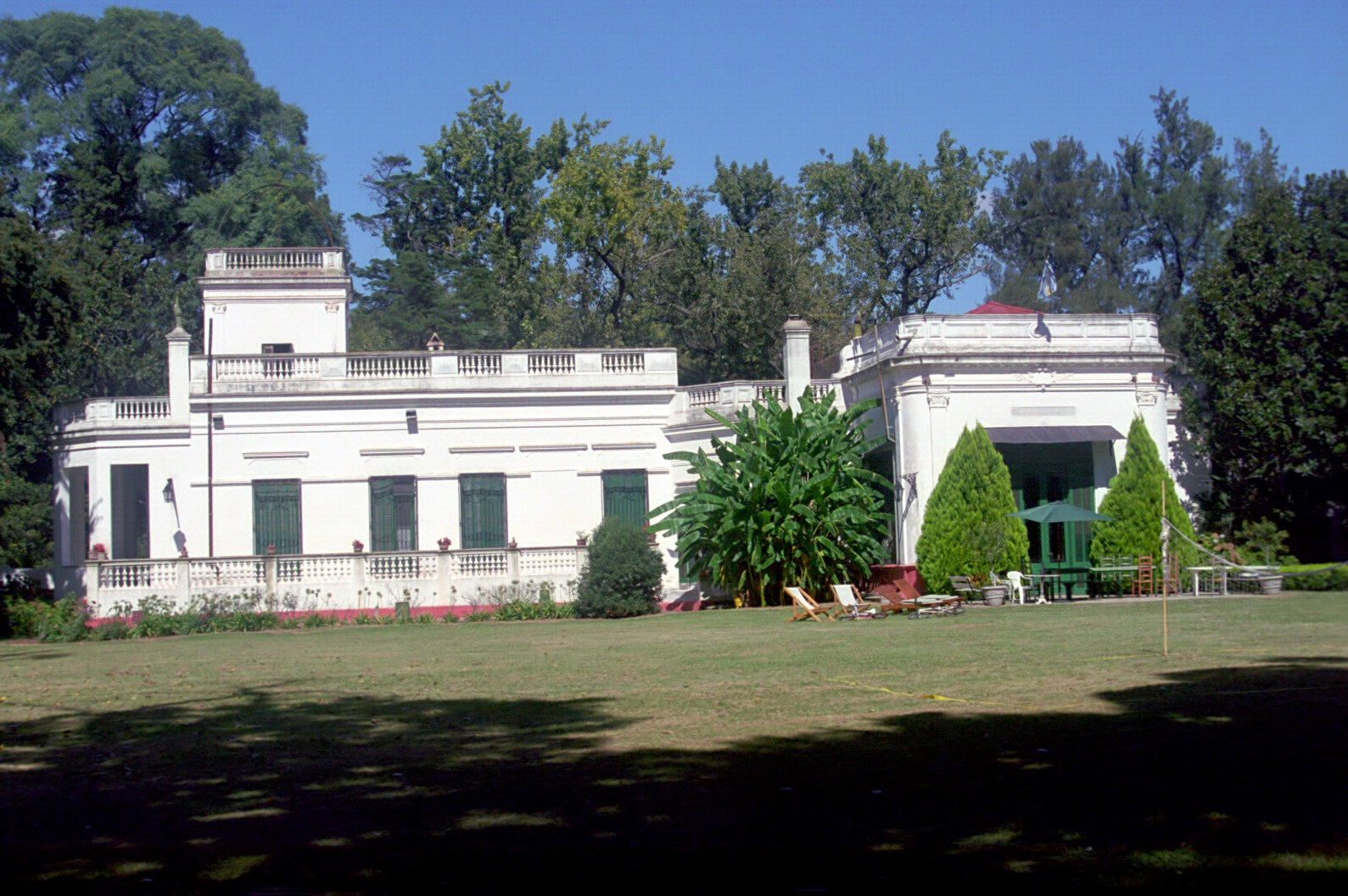
Casco de la Estancia La Oriental, in Junín, Argentinien

Im 17. Jahrhundert wanderte der Gaucho mit seinen Lassos und Messern von Viehfarm zu Viehfarm. Kleidung und Pferd waren die einzigen Besitztümer, Familie und Freunde der Ladenkneipe (pulpería) die einzige Gesellschaft. Sein einfaches Haus baute der Gaucho aus Lehm. Die Tür bedeckte er mit Leder. Wurde ein Rind geschlachtet, nahm er sich nur etwas Fleisch und Leder, um sich Stiefel zu schustern. So lebte der Gaucho bis zu Beginn des 18. Jahrhunderts, bis der Bestand an Cimarrón-Vieh so weit dezimiert war, dass vaquerías verboten wurden.
Als Buenos Aires gegründet wurde, hießen die weit von der Stadt entfernten Landstriche in der Pampa estancias. Diese dehnten sich während des Vizekönigreichs in das Landesinnere aus, bis in Regionen, die kurz zuvor von Indios beherrscht wurden. Behörden unterstützten diese Entwicklung, damit der Viehbestand nicht weiter durch vaquerías gefährdet wurde. Die Eigentümer kümmerten sich nicht selbst um die Estancias, sondern beauftragten Verwalter und Aufseher. Gauchos und Sklaven lebten in armen Hütten und arbeiteten auf dem Land, aus den ursprünglich wilden Rindern wurde das Vieh der Estancia.
Es gab immer mehr Estancias und der Gaucho begann, sein Nomadenleben aufzugeben. Seine Fähigkeiten waren gefragt: das Vieh zu treiben, zu kastrieren und das Landgut einzuzäunen. Dennoch, hatte er das Geld für seine „Sünden“ (Yerba oder Tabak) beisammen, kehrte er in sein freies Leben als „anständiger Reiter der weiten Ebenen“ zurück. Dies fiel ihm Ende des 18. Jahrhunderts immer schwerer.

#### 19. Jahrhundert
Estancias investierten bereits in den ersten Jahrzehnten des 19. Jahrhunderts in Einrichtung und Personal, da der Export von Leder und die Verwertung des Rindfleischs zunahm. Gleichzeitig begannen der Anbau von Feldfrüchten und die Rinderzucht mit importierten Tieren. Der Gaucho passte sich an die neue Situation an. Er gibt das Rodeo auf und versorgt die Estancia.
Als das Land nach dem 25. Mai 1810 gegen Spanien kämpfte, reihten sich die Gauchos in die patriotischen Reihen ein. Seine Verwegenheit, seine reiterische Fähigkeit und die Kenntnisse des Landes prädestinierten den Gaucho zu einem hervorragenden Soldaten. Er leitete Streitkräfte und kämpfte unter der Führung von General Belgrano im Alto Perú oder mit San Martín in Chacabuco und Maipú. Im Norden verteidigten Gauchos (Gauchos de Güemes) die Grenzen des neuen Landes.
Später nahmen Gauchos an der Seite der Caudillos an den Bürgerkriegen teil. Zum einen sah der Gaucho den Caudillo als einen Menschen mit ähnlichen Vorstellungen und Gewohnheiten an. Zum anderen fühlten sie sich vor einem Gesetz aus dem Jahr 1815 geschützt, dem zufolge jeder Besitzlose als Diener und jeder Diener ohne Arbeitsvertrag als faul erklärt wurde. Viele Gauchos wurden so an den Rand der Gesellschaft gedrängt. Vor die Wahl gestellt, entschieden sich viele für die Reihen der Caudillos statt für ein armseliges Leben bei den Indios.
Der Föderalismus entzweite die Gauchos. Manche bezogen für Juan Manuel de Rosas Stellung, andere schlossen sich den unitarischen Truppen an. Auch im Westen, in den Provinzen des Cuyo und in La Rioja, konnten Caudillos wie Chacho Peñaloza und Felipe Varela auf die Unterstützung der Gauchos bauen.
Vor dem Hintergrund dieser Veränderungen wurde nach 1850 nach und nach aus dem Gaucho ein Landmann. Die Ländereien wurden eingezäunt und die Eigentümer der Rinderherden stellten sich gegen die Gauchos, die fremde Tiere töteten. Viele Gauchos fühlten sich bedroht, ergriffen und eingesperrt oder zur Miliz verpflichtet zu werden, wenn sie keine Arbeitserlaubnis vorweisen konnten.
Dazu kam die Einwanderung tausender Landarbeiter. Sie sicherten sich Land, passten sich besser an die Arbeit mit dem Boden an und verdrängten den Gaucho. Dieser musste sich entscheiden: Einige akzeptierten es nicht, ihren Lebensstil ohne Kompromisse zu verlieren, andere blieben in den Estancias und arbeiteten als Landarbeiter.

#### 20. Jahrhundert
Im Zuge der jüdischen Einwanderung und der Bildung landwirtschaftlicher Kolonien konnte der Gaucho auch zu einer Identifikationsfigur jüdischen Landlebens werden, wie es Alberto Gerchunoff vor allem in seinem Buch Los gauchos judíos darstellte.

### Kleidung
Typisches Outfit des argentinischen Gauchos sind Stiefel aus Fohlenleder und Sporne aus Silber oder Eisen. Dazu kommen die Pumphosen (bombachas), Sombrero oder Mütze (boina) und Halstuch; das Gaucho-Messer (facón) ist am Gürtel befestigt. Gauchos arbeiten nicht nur in Estancias der Pampa, sondern auch im argentinischen Mesopotamien und im Nordosten des Landes. Dort sind sie mit weißen Socken, dem Chiripá (eine Art Hosenrock), Sombrero und Poncho ausgestattet. Sehr bekannt ist der rote Poncho salteño, der mit seinen schwarzen Streifen die Flagge der Provinz Salta imitiert und auch vielfältig in der Folklore genutzt wird. Während ein einfach gearbeiteter Poncho vor allem als Schutz vor Wind und Wetter dient gibt es auch hochwertigere Arbeiten aus feinen Stoffen, die primär dekorativ eingesetzt werden.

### Rezeption in der Kunst
Dem Gaucho wurden in der Literatur Argentiniens des 19. Jahrhunderts eine Reihe Gedichte und Geschichten gewidmet. Das bekannteste Werk der „Gaucholiteratur“ ist El gaucho Martín Fierro von José Hernández (1872). Der Brasilianer João Simões Lopes Neto verklärte die Gaúchos seiner Heimat Rio Grande do Sul als moderne Zentauren. Seine Erzählungen und Legenden wurden später im Buch Contos Gauchescos e Lendas do Sul (1926) versammelt. In Argentinien setzte Ricardo Güiraldes mit dem Roman Don Segundo Sombra (1926) den Gauchos ein literarisches Denkmal. Eines der spätesten Werke der Gaucholiteratur ist El gaucho Florido des Uruguayers Carlos Reyles (1932).
Der Gaucho hatte in der argentinischen Folkloremusik seinen festen Platz. Ein untrennbarer Gefährte des Gauchos war seine Gitarre. So trug er wohl zur Verbreitung von Stilen und Tänzen wie Zamba und Chacarera sowie dem gedichtartigen Sprechgesang der Payada bei.

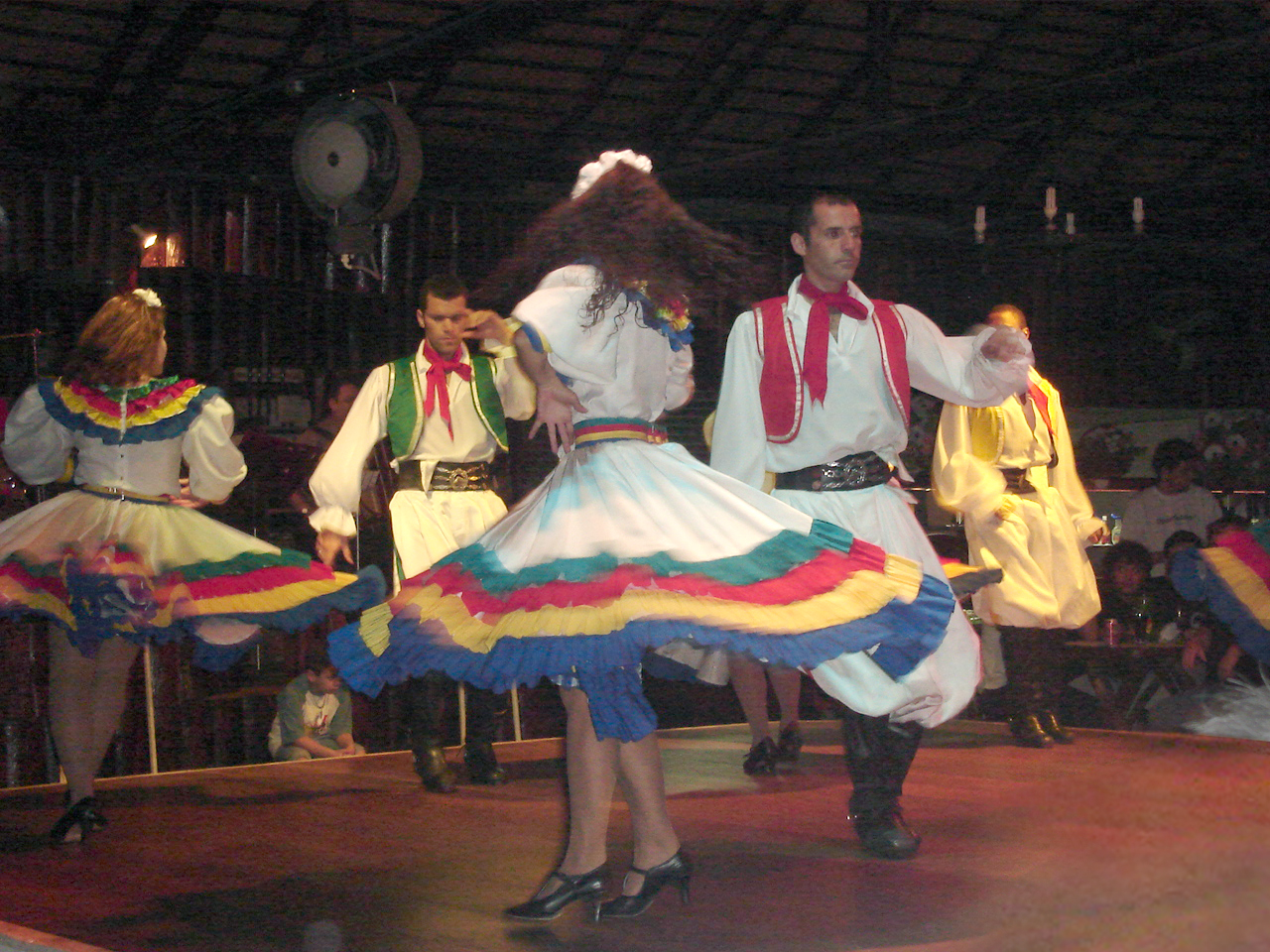
Gaúchos in Brasilien

## Gauchos in anderen Ländern
- Die Traditionen der brasilianischen Gaúchos werden durch die „CTGs“ (Centro de Tradições Gaúchas) erhalten. Die Küche der Gaúchos in Brasilien ist durch viel gegrilltes Fleisch, das Churrasco, gekennzeichnet.
- Da in Bolivien der Begriff Gaucho für (Nord-)Argentinier verwendet wird, ist für die verwandten bolivianische Gauchos, die vorwiegend in der Provinz Gran Chaco zu finden sind, eher der Begriff (Vaquero) Chaqueño üblich.
- Die mit Gauchos vergleichbaren chilenischen Reiterhirten werden Huaso genannt; das Wort hat nach Meinung von Rodolfo Lenz dieselbe sprachliche Wurzel im Quechua wie das argentinische Pendant.

## Verwandte Begriffe
- Gauchito Gil – kleiner Gaucho, ein argentinischer Volksheiliger